# Centradenia inaequilateralis
Centradenia inaequilateralis är en tvåhjärtbladig växtart som först beskrevs av Diederich Franz Leonhard von Schlechtendal och Adelbert von Chamisso, och fick sitt nu gällande namn av George Don jr. Centradenia inaequilateralis ingår i släktet Centradenia och familjen Melastomataceae. Inga underarter finns listade i Catalogue of Life.